# Серпер, Григорий Юрьевич
Григорий Юрьевич Серпер (род. 14 сентября 1969, Ташкент) — американский шахматист, гроссмейстер (1992).
Родился в Ташкенте Узбекской ССР. Отец — инженер Юрий Григорьевич Серпер, мать — математик, программист Светлана Давидовна Чернова.  Стал играть в шахматы с шестилетнего возраста, его первым наставником был дедушка. В 1985 году в возрасте 16 лет начал учиться в известной московской шахматной школе Ботвинника-Каспарова. В 1992 году в составе сборной Узбекистана на шахматной Олимпиаде выиграл серебро. Окончил Новосибирский институт народного хозяйства. 
В январе 1996 года с семьёй переехал в США. В 1999 году Серпер победил на Всемирном открытом шахматном чемпионате, в том же году дошёл до финала американского шахматного чемпионата (победив Алекса Ермолинского в полуфинале), но проиграл в финале чемпиону — Борису Гулько.

## Семья
- Брат — американский пианист Аркадий Серпер, до 1992 года заведующий отделением музыкальной комедии Музыкально-педагогического института имени Гнесиных. [источник не указан 1504 дня]
- Двоюродная сестра — арфистка Ольга Наумовна Ортенберг. [источник не указан 1504 дня]

## Изменения рейтинга
| Графики недоступны из-за технических проблем. См. информацию на Фабрикаторе и на mediawiki.org. |